# Dominik Glavina
Dominik Glavina (sinh ngày 6 tháng 12 năm 1992) là một cầu thủ bóng đá người Croatia thi đấu ở vị trí tiền đạo cho Universitatea Craiova.

## Sự nghiệp
Glavina thi đấu cho U-19 NK Varaždin trước khi được nhận bản hợp đồng chuyên nghiệp. Anh đá chính ở cả trận vòng loại UEFA Europa League 2011–12. Ở lượt đi trước Lusitanos, anh ghi bàn thứ 3 cho Varaždin.